# Croquembouche
Il croquembouche /kʁɔkɑ̃ˈbuʃ/ è un tipico dolce francese ideato dallo chef Marie-Antoine Carême, formato da una "montagna" di bignè, la cui altezza può variare dai 20 cm a 1 m. I bignè sono preparati con pasta choux e possono essere riempiti con panna, crema pasticcera o crema chantilly.

## Descrizione
Per tenere insieme i bignè si utilizza come collante del caramello caldo che indurendosi tiene insieme l'intera struttura. La sua caratteristica è che al palato risulta prima croccante e successivamente morbida. Da ciò deriva anche il nome: infatti, dal francese "croque en bouche" può essere tradotto come "croccante in bocca".
Il croquembouche può essere decorato in vari modi; quello tradizionale consiste in un sottile velo di caramello filato che avvolge l'intero dolce. Il caramello viene filato utilizzando una forchetta e disegnando su una carta oleata dei fili che poi verranno presi e adagiati sul dolce. In alternativa il caramello viene schizzato direttamente sul croquembouche.
Per la sua complessità, questo dolce è usato solitamente in matrimoni, cene natalizie o in occasioni particolari.